# CD.6 (canción)
«CD.6» es el quinto sencillo de un total de 6 correspondiente al álbum Here Today, Tomorrow, Next Week! de la banda islandesa The Sugarcubes en la que se encontraba la cantante y compositora Björk. El mismo fue lanzado en noviembre de 1989 a través de One Little Indian.
CD.6 estaba formado por 6 CD.

## Lista de discos
| Discos de CD.6 | Discos de CD.6 | Discos de CD.6 |
| -------------- | -------------- | -------------- |
|                | CD.1 Birthday  | 7 TP 7CD       |
|                | CD.2 Coldsweat | 7 TP 9CD       |
|                | CD.3 Deus      | 7 TP 10CD      |
|                | CD.4 Birthday  | 7 TP 11CD      |
|                | CD.5 Christmas | 7 TP 11CDL     |
|                | CD.6 Regina    | 26 TP 7CD      |

- Datos: Q5489293